# 萬字站

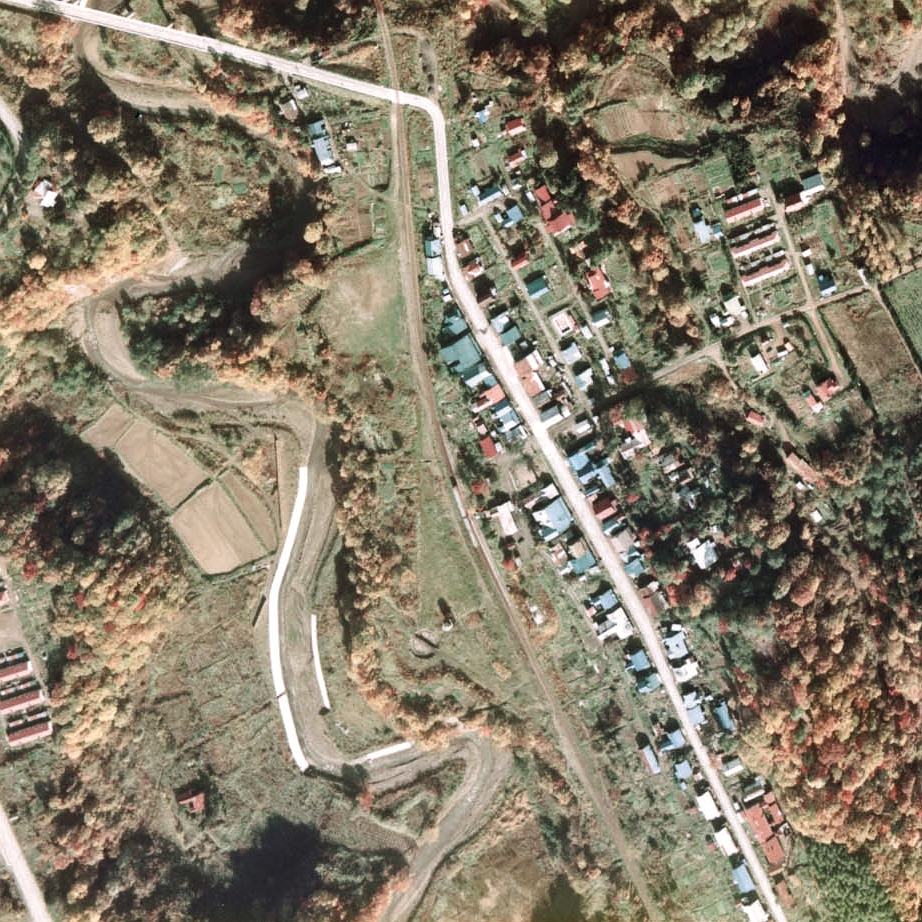
1976年的萬字站與方圓500米範圍。上方是志文站方向。當時設有1面1線的單式月台。車站大樓的地面高於月台約6米。車站後方設有機走線和轉車盤的遺蹟。

萬字站（日语：／ Manji eki */?）是位於北海道岩見澤市栗澤町萬字仲町 ，日本國有鐵道（國鐵）的萬字線車站（廢站）。隨著萬字線全線廢線，車站在1985年（昭和60年）4月1日廢除。

## 歷史
- 1914年（大正3年）11月11日 - 國有鐵道萬字輕便線志文站至萬字炭山站之間開通，此站啟用[2]。當時為一般車站[1]。
- 1922年（大正11年）9月2日 - 路線名稱改為萬字線。
- 1970年（昭和45年）8月17日 - 結束處理貨物[1]。
- 1978年（昭和53年）4月6日 - 結束處理行李[3]。成為無人車站[4]（成為簡易委託車站）。
- 1979年（昭和54年）3月4日 - 車站大樓翻新。
- 1985年（昭和60年）4月1日 - 萬字線全線廢除，此站也廢除[1]。

## 車站構造
截至車站廢除前，此站是地面車站，設有1面1線的單式月台。月台位於路軌東北邊（萬字炭山方向的列車會開啟左邊車門）。由於地形的關係，車站大樓位於較高的位置。此站沒有轉轍器。在曾經設有貨運業務時期，此站設有供水塔和轉車盤，現已撤走。
此站是無人車站（簡易委託車站）。在有人車站的時代還有車站大樓，大樓曾經進行翻新。車票於大樓內可購買。大樓位於站內東北方，月台中央部分設有有蓋樓梯。

## 站名的由來
車站名稱取自所在地名。地名和煤礦名稱萬字煤礦的由來源自經営者，朝吹家的家紋「卍」。

## 使用狀況
- 在1981年度，1日上下車人次為16人[5]。

## 車站周邊
- 北海道道38號夕張岩見澤線（日语：北海道道38号夕張岩見沢線）
- 萬念寺（日语：万念寺） - 位於車站附近[5]。
- 岩見澤市營巴士「萬字巴士候車室」巴士站

## 現況
截至1999年（平成11年），車站大樓變成萬字仲町簡易郵局。舊車站大樓至月台之間的樓梯，以及月台還存在。與美流渡站一樣，站內設置了站名牌和刻上「萬字站 蹟碑」的招牌。截至2011年（平成23年）也是同樣。

## 相鄰車站
日本國有鐵道
萬字線
美流渡－萬字－萬字炭山

## 注腳
1. 1 2 3 4 5  石野哲（編）. . JTB. 1998: 861. ISBN 978-4-533-02980-6 （日语）.
2. ↑  《官報》 1914年11月04日　鉄道院告示第102号 （页面存档备份，存于）（國立國會圖書館數碼化收藏）
3. ↑  . 官報. 1978-04-06.
4. ↑  . 鐵道公報 (日本國有鐵道總裁室文書課). 1978-04-06: 2 （日语）.
5. 1 2 3 4 5  書籍《国鉄全線各駅停車1 北海道690駅》（小學館，1983年7月發行）70頁。
6. 1 2 3  書籍《鉄道廃線跡を歩くVII》（JTB出版，2000年1月發行）61頁。
7. ↑  書籍《廃線終着駅を訊ねる 国鉄・JR編》（著：三宅俊彥、JTB出版，2010年4月發行）26頁。
8. ↑  書籍《北海道の鉄道廃線跡》（著：本久公洋，北海道新聞社，2011年9月發行）28頁。